# Codex

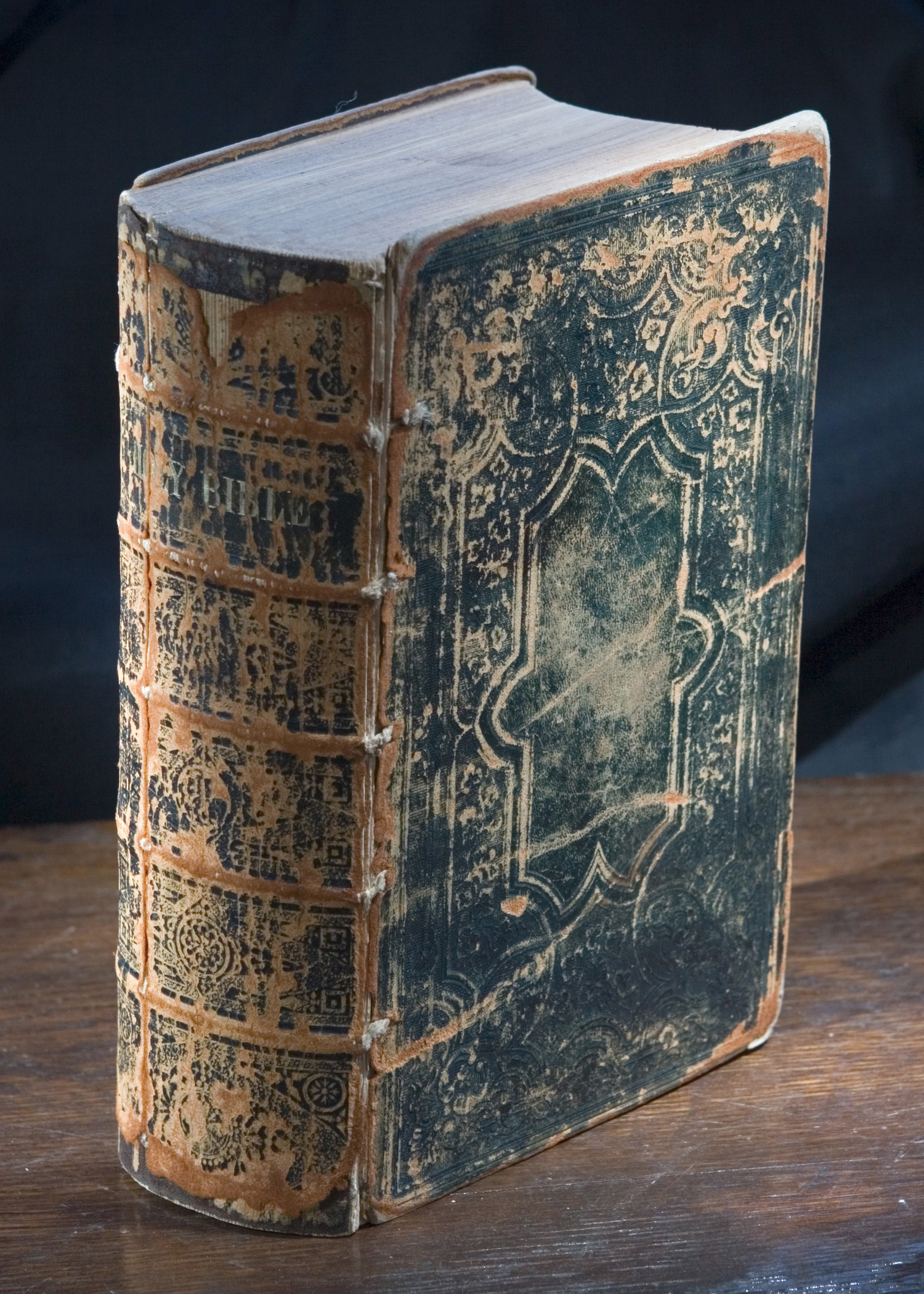
Biblie creștină sub formă de codex

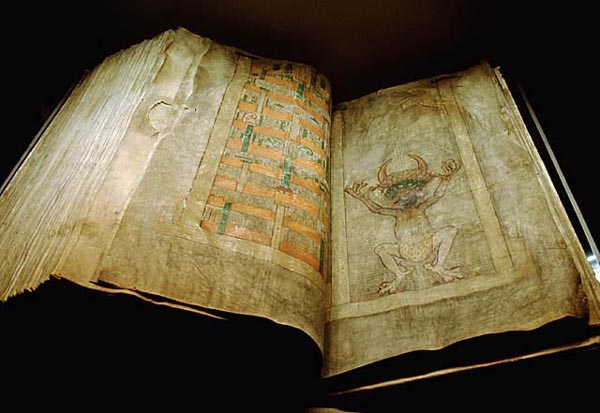
Codex Gigas, secolul al XIII-lea, Boemia

Codexul (din latină codex, plural codices sau codexuri) este o formă timpurie de carte, constând inițial din plăcuțe de lemn sau ceară inscripționate, iar mai târziu din foi de papirus, pergament sau hârtie, pliate și legate între două coperți. A apărut ca alternativă la sulul de pergament sau papirus și s-a impus definitiv începând cu secolul al IV-lea d.Hr., devenind forma standard a cărților în Antichitate târzie și Evul Mediu.
Datorită formei sale compacte și a posibilității de acces rapid la conținut, codexul a fost preferat în special în mediile religioase și academice. În timp, termenul a căpătat și sensul de colecție de reguli sau norme (scrise sau nescrise) aplicabile unui grup sau domeniu, sens păstrat și astăzi în expresii precum „codex deontologic” sau „codex alimentar”.

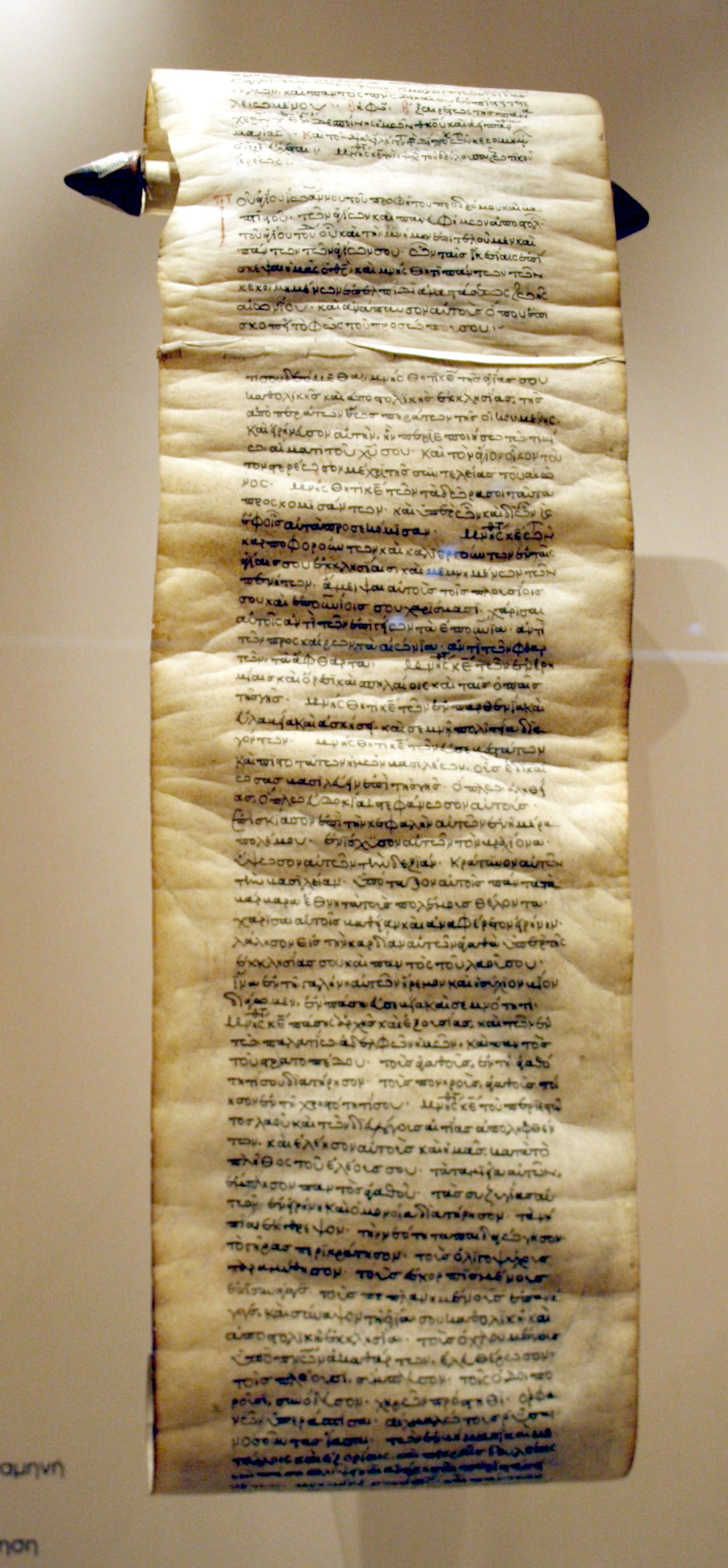
Sulul a fost forma de document care a fost înlocuită de codex în timpul Imperiului Roman târziu.

Prin convenție, termenul codex este folosit și pentru a desemna manuscrise precolumbiene precum codicele aztece și mayașe, deși multe dintre acestea nu respectă formatul tradițional de carte cu foi legate. Unele au o structură pliabilă, asemănătoare unui acordeon, realizate din hârtie de fibră vegetală sau piele de animal, fiind pliate mai degrabă decât cusute. Codicele în stil acordeon au fost dezvoltate și în China dinastiei Tang, cel târziu în secolul al IX-lea, influențând ulterior Japonia Heian, unde au fost denumite orihon. În Europa, numeroase manuscrise medievale au primit denumiri care conțin termenul „Codex”, precum Codex Gigas, deși majoritatea nu au acest cuvânt în titlul tradițional. Forma codexului a fost dezvoltată de romani pornind de la tăblițele de ceară. Înlocuirea treptată a sulului cu codexul este considerată una dintre cele mai importante inovații în istoria cărții, înainte de apariția tiparului. Adoptarea sa a fost accelerată de creștinism, codexul devenind formatul preferat pentru textele religioase, inclusiv pentru Biblie. Poetul roman Marțial a lăudat codexul încă din secolul I d.Hr. pentru comoditatea sa. Până în secolul al VI-lea, codexul înlocuise complet sulul în lumea greco-romană creștinată.
Codexul a oferit avantaje considerabile față de alte formate de carte, în principal datorită compactității, robusteții, utilizării economice a materialelor prin utilizarea ambelor fețe și ușurinței de consultare (un codex permite acces aleatoriu, spre deosebire de un sul, care folosește acces aleatoriu).

## Etimologie
Cuvântul „codex” provine din latinescul caudex, care înseamnă „trunchi de copac”, „bloc de lemn” sau „carte”. Cuvântul latinesc codex, întrebuințat pentru vechile manuscrise din occident, a fost preluat și în limba română, înlocuind termenul slavon de sbornic. În limba română acesta mai poate fi denumit și codice.

## Producție

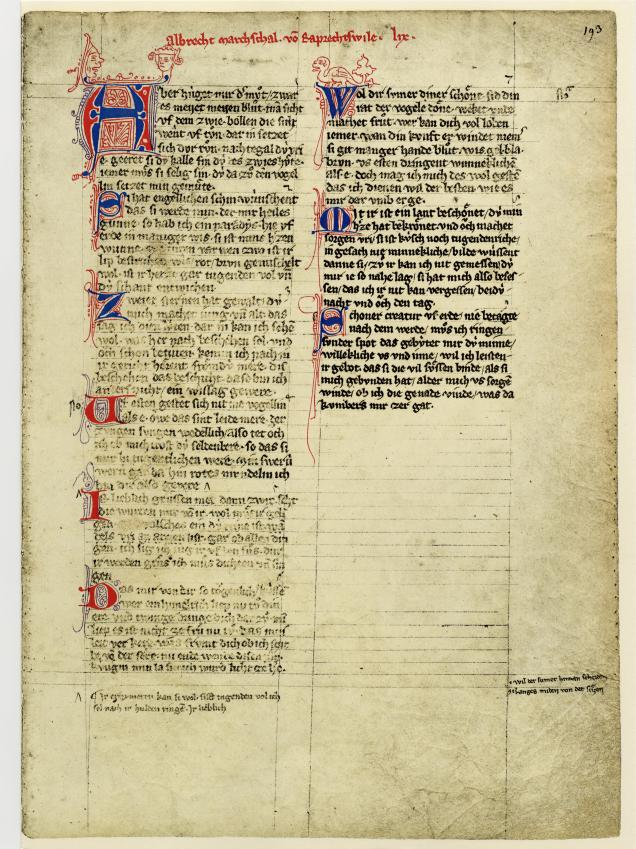
Codex Manesse. Majoritatea manuscriselor erau liniate cu linii orizontale care serveau drept linii de bază pe care era introdus textul.

Primul pas în fabricarea unui codex era pregătirea pielii de animal. Aceasta era spălată cu apă și tratată cu var (dar nu simultan), apoi era lăsată în var câteva zile. După îndepărtarea părului, pielea era întinsă pe o ramă (herse) și fixată cu sfori. Pentru a evita ruperea pielii în punctele de prindere, acestea erau înfășurate în jurul unor pietricele numite pippin. Apoi, cu un cuțit în formă de semilună (lunarium sau lunellum), se îndepărtau ultimele fire de păr. După uscare completă, pielea era curățată în profunzime și transformată în foi. Numărul de foi obținute depindea de dimensiunile pielii și ale produsului final; de exemplu, o piele de vițel de dimensiuni medii putea furniza aproximativ trei foi și jumătate, care se dublau prin plierea în bifolii. Unele manuscrise medievale păstrează instrucțiunile originale pentru această etapă de fabricație. Membranele puteau prezenta defecte provenite fie de la animal, fie din procesul de prelucrare sau de scriere.

### Materiale
Materialele folosite pentru codexuri sunt suporturile lor, incluzând papirus, pergament (numit uneori membrană sau velină) și hârtie. Textul și desenele erau realizate cu metale, pigmenți și cerneală. Calitatea, dimensiunea și alegerea suportului determină statutul unui codex. Papirusul este întâlnit doar în Antichitatea târzie și în Evul Mediu timpuriu. Codexurile destinate expunerii erau legate cu materiale mai durabile decât velina. Pergamentul varia mult în funcție de specie animală și finisaj, iar identificarea animalelor folosite a început să fie studiată abia în secolul XXI. Cum a influențat tehnica de fabricație produsul final și stilul este puțin cunoscut, dar schimbările de stil sunt mai degrabă determinate de variațiile tehnicii. Până în secolele XIV și XV, hârtia era scumpă, iar utilizarea sa putea marca o ediție de lux.

### Organizarea producției
Prin examinarea atentă a caracteristicilor fizice ale unui codex, uneori este posibilă identificarea elementelor dispersate ale aceleiași cărți. În secolul XIII, odată cu secularizarea, au apărut librarii, care primeau comenzi pentru texte și subcontractau scribi, ilustratori și legători, cărora le furnizau materiale. Datorită formatului sistematic folosit pentru asamblare, structura permite reconstruirea ordinii originale a manuscrisului. Studiul codexurilor poate fi complicat, deoarece manuscrisele erau deseori relegate, adăugându-se astfel lucrări de origini și date diferite cu structuri interne variate. De asemenea, legătorul putea modifica sau unifica aceste structuri pentru a se potrivi noii legături. Pentru facilitarea procesului de copiere, se foloseau cuvinte de legătură: un cuvânt aflat la finalul unei pagini care indica primul cuvânt de pe pagina următoare.